# نوربرت لامرت

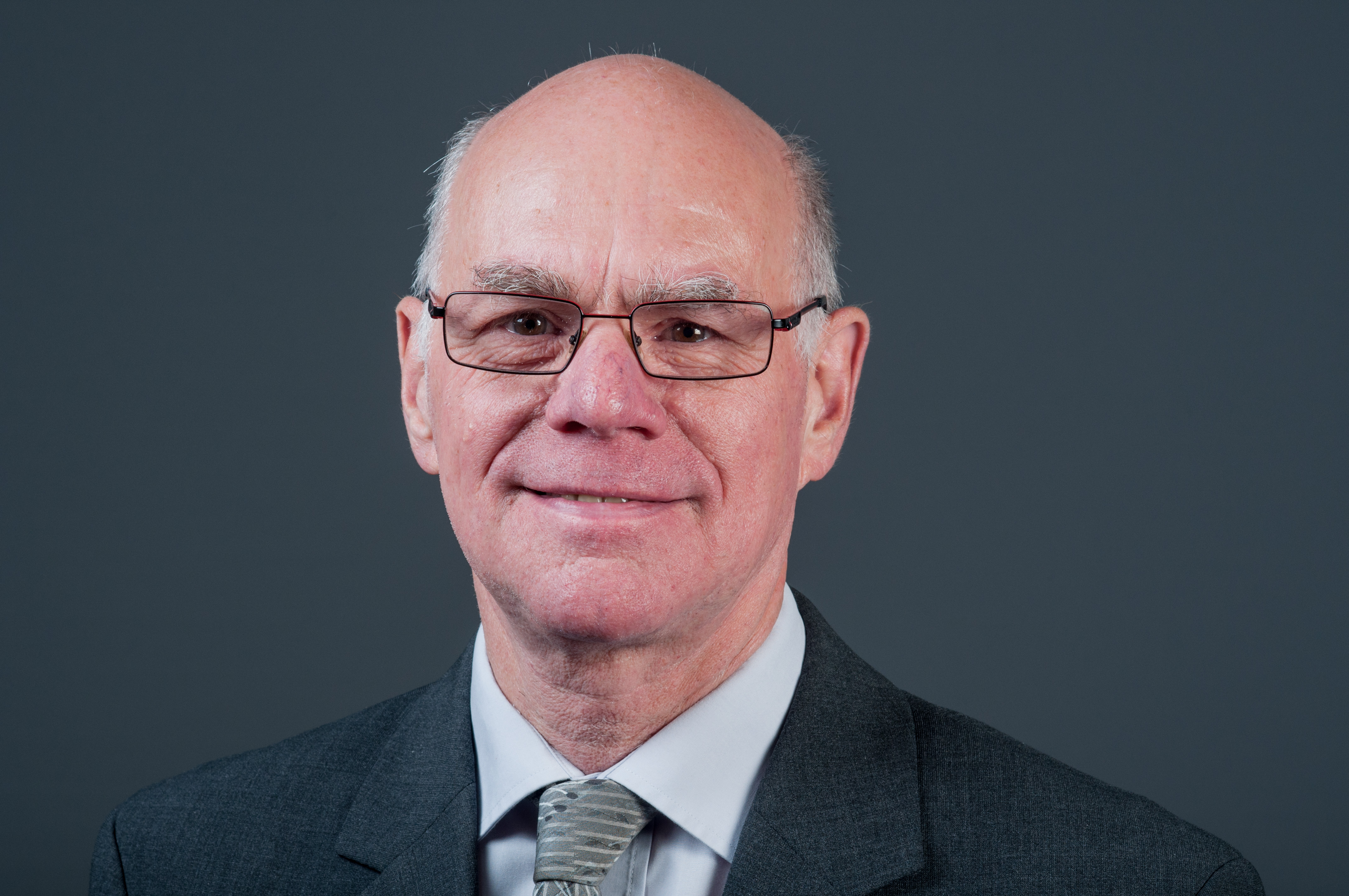
نوربرت لامرت

نوربرت لامرت (بالألمانية: Norbert Lammert) (من مواليد 16 تشرين الثاني/توفمبر 1948 في مدينة بوخوم) هو سياسي ألماني من حزب الاتحاد الديمقراطي المسيحي CDU، ويشغل حالياً منذ 2005 منصب رئيس البوندستاغ.
كان نوربرت لامرت نائباً لرئيس البوندستاغ منذ 2002، وبين سنتي 1989 و 1998 شغل منصب سكرتير برلماني للحكومة.

## اقرأ أيضاً
- أنغيلا ميركل
- رئيس البوندستاغ

## روابط خارجية
- نوربرت لامرت على موقع مونزينجر (الألمانية)